# Ernesto Belloni (politico)
Ernesto Lorenzo Giuseppe Belloni (Pavia, 23 agosto 1883 – Milano, 23 novembre 1938) è stato un imprenditore, chimico e politico italiano, primo podestà di Milano, negli anni tra il 1926 e il 1928.

## Biografia
Figlio di Cesare Belloni, agente finanziario, e Aurelia Rossi, appartenente al patriziato genovese, Ernesto Lorenzo Belloni nasce a Pavia nel 1883, un anno dopo la nascita del fratello Angelo Belloni. Laureato in Chimica farmaceutica, Belloni ha segnato il passaggio di Milano dal sistema amministrativo tradizionale al sistema potestarile del periodo fascista, un primo momento con la sua nomina a commissario prefettizio il 3 settembre 1926 e, in rapida successione, a podestà con decreto reale, il 4 dicembre dello stesso anno, dopo essere divenuto deputato al Parlamento già nel 1924 in quota al Partito Fascista, a cui è iscritto già fin dal 1919 alla sezione milanese.
Belloni, che era pure chimico e accademico, fu anche autore di brevetti di processi industriali in questa disciplina. Libero docente di Chimica Industriale e membro del Comitato Chimico del CNR, partecipò anche come responsabile come rappresentante del Comune presso il Politecnico di Milano tra il 1927 e il 1930. Egli si fece promotore di una politica di indipendenza industriale rispetto all'estero, in ottica strategica, soprattutto nel caso dell'industria chimica e nell'ottica bellica, con l'obiettivo di aumentarne gli stanziamenti finanziari.

È del 1924 infatti il discorso alla Camera in cui conclude: 
"L'ambizione dei chimici italiani è di avere l'arma chimica. Il mestiere del chimico è mestiere da soldato: tutti conoscono il lavoro faticoso, pericoloso (il direttore del Servizio Chimico Militare sperimentava la tossicità dei gas su se stesso!), difficile del chimico di guerra; tutti devono sapere quale sia il lavoro coraggioso, tenace, silenzioso che il chimico compie nell'interesse della Patria anche nel periodo di Pace."
Nel 1928 gli fu conferita anche una Laurea in Giurisprudenza ad honorem.
Si sposò a Genova il 21 novembre 1914 con Giulia Lopez de Gonzalo, di Bolzaneto, figlia di Antonio, un assicuratore, e Laura Rossi.

Muore a Milano a Via Alberto da Giussano 17 a causa di una probabile trombosi coronarica causata da una aortite e da uno scompenso cronico di circolo.

### Azione amministrativa
In questo periodo, Milano compie diversi cambiamenti amministrativi radicali: ad esempio, riduce il personale amministrativo presso il comune (5%) e dell'azienda cittadina dei trasporti (10%). Per ordine diretto di Mussolini, che seguiva con grande attenzione lo sviluppo della città (si incontrò infatti con Belloni ben 18 volte, il quale mantenne poi stretti rapporti con il suo concittadino Arnaldo Mussolini, fratello del Duce), Milano accorpò i comuni limitrofi, come accadde anche nelle altre grandi città italiane: Affori, Baggio, Chiaravalle, Crescenzago, Gorla, Precotto, Greco, Lambrate, Niguarda, Trenno e Vigentino. Aumentò il chilometraggio di rete tramviaria (anche se eliminò alcuni tratti specifici, come il carosello tramviario ai lati di Piazza Duomo), rimodernando anche le vetture, e inaugurò luoghi ricreativi, come lo Stadio di San Siro (1926), l'Idroscalo, il Planetario, il Palazzo di Giustizia, il Palazzo della Borsa di Paolo Mezzanotte e venne ampliato lo spazio dedicato alle università. In questo periodo si coprì inoltre la rete dei navigli.

### L'aumento del deficit comunale e il processo per corruzione
Il clima cittadino divenne ottimista e la città superò nel 1931 il milione di abitanti. Con tutte queste iniziative della gestione definita "fascistissima" da Belloni stesso (definita "affaristica" da Indro Montanelli), Milano cominciò pure a veder lievitare il proprio deficit di bilancio, che dal 1926 al 1927 passò da 60 a ben 185 milioni di lire.
Belloni, oltre che amministratore pubblico, partecipò direttamente al consiglio di amministrazione di venti aziende (ad esempio, nel settore dei coloranti, divenne vicepresidente dell'ACNA - Aziende Chimiche Nazionali Riunite), tra cui anche alcune fornitrici di beni di pubblica utilità come il gas. Alcuni episodi di conflitto di interessi che videro implicato Belloni vennero denunciati nel 1928 da un membro intransigente del partito, Farinacci, come ad esempio il beneficio illecito da un prestito contratto dal Comune presso una banca statunitense che ne provocò infine, dopo un processo a Cremona che coinvolse perfino lo stesso Arnaldo Mussolini (e che, indirettamente, segnò il momento di maggiore attrito tra il Duce e Farinacci), nel 1930 l'espulsione dal partito, la destituzione e il confino per cinque anni nella piccola Vietri. Il suo posto di podestà fu preso dall'aristocratico Giuseppe De Capitani D'Arzago.